# Spathiphyllum juninense
Spathiphyllum juninense är en kallaväxtart som beskrevs av Kurt Krause. Spathiphyllum juninense ingår i släktet Spathiphyllum och familjen kallaväxter. Inga underarter finns listade.